# Manfrinópolis
Manfrinópolis est une municipalité brésilienne située dans l'État du Paraná.